# Mount Supernal
Mount Supernal är ett berg i Antarktis. Det ligger i Östantarktis. Nya Zeeland gör anspråk på området. Toppen på Mount Supernal är 3 655 meter över havet.
Terrängen runt Mount Supernal är varierad. Mount Supernal är den högsta punkten i trakten. Trakten är obefolkad. Det finns inga samhällen i närheten. 